# Siphimedia bifasciata
Siphimedia bifasciata là một loài tò vò trong họ Ichneumonidae.